# Teisserenc (cràter)
Teisserenc és un cràter d'impacte pertanyent a la cara oculta de la Lluna. Es troba just a l'est del cràter Sanford, i al sud-oest de Charlier. A l'est de Charlier es troba Kovalevskaya.

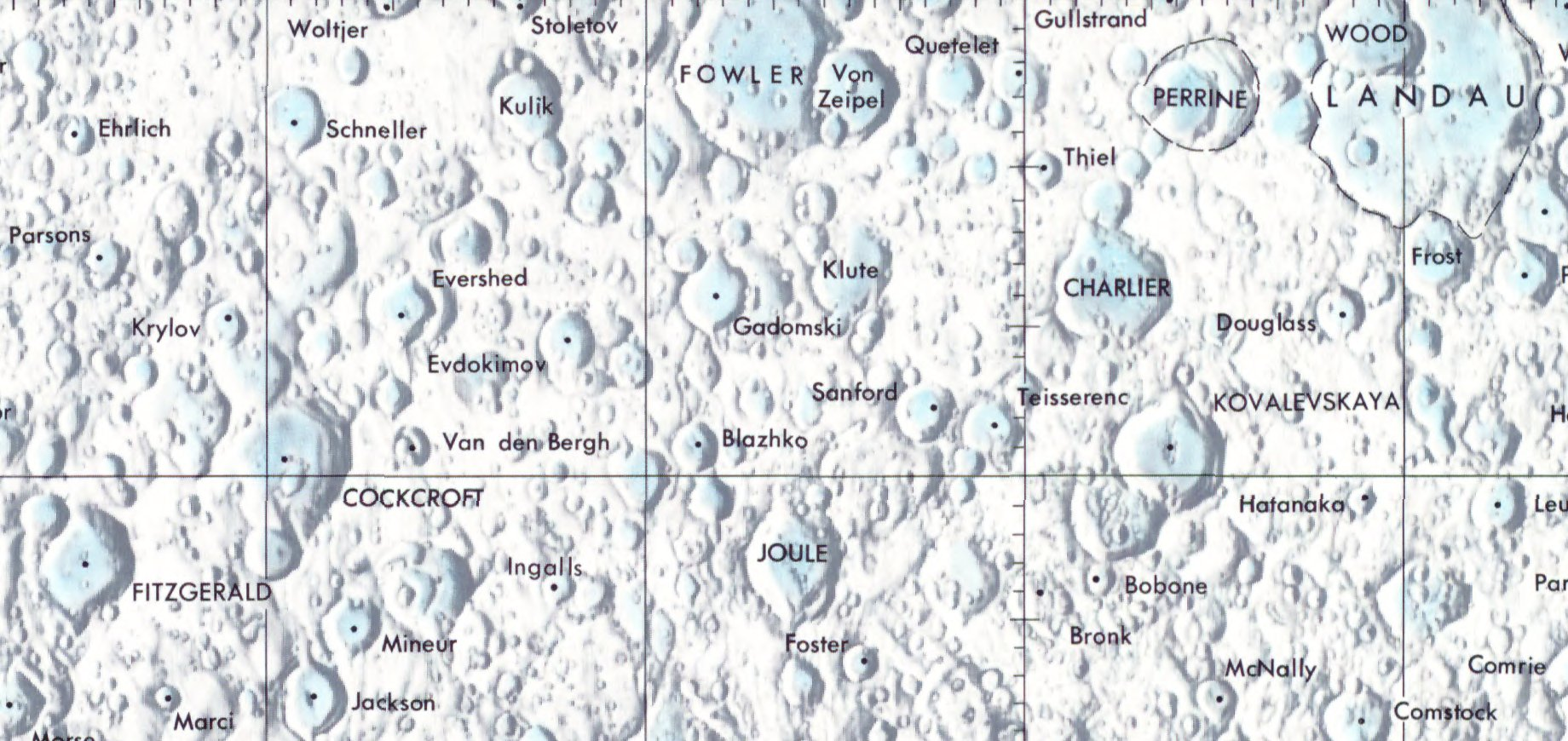
Localització de Teisserenc (centre dreta de la imatge)
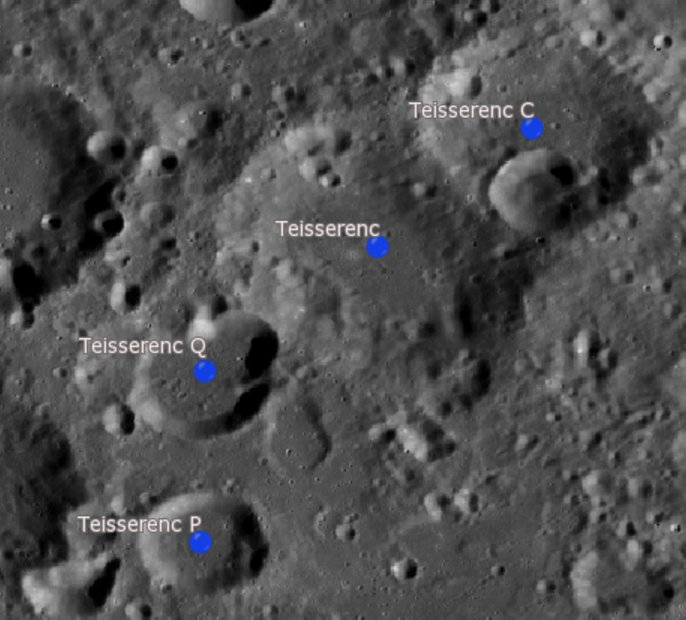
Cràters satèl·lit
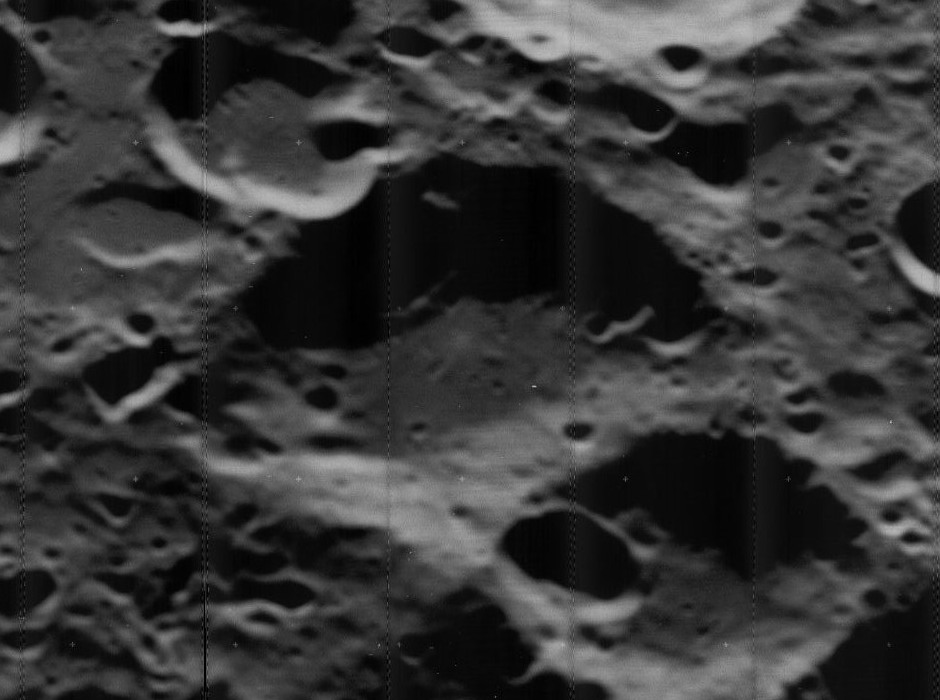
Vista obliqua de Teisserenc, orientat a l'oest (Imatge del Lunar Orbiter 5)

La vora exterior d'aquest cràter s'ha erosionat a causa d'impactes posteriors. El cràter satèl·lit Teisserenc C penetra en el límit de la vora cap al nord-est. Teisserenc Q, de menor grandària, també sobresurt lleugerament sobre la vora sud-oest. La resta de la vora és una cosa desigual, especialment a l'extrem sud, on ha estat danyada per petits impactes. Presenta un parell de petits cràters a la paret interior nord. En contrast, el sòl interior de Teisserenc és relativament pla i sense trets distintius.
Es localitza una inusual zona de terreny pla al sud de Teisserenc, que contrasta amb el terreny accidentat que envolta el cràter en les altres direccions.

## Cràters satèl·lit
Per convenció aquests elements són identificats en els mapes lunars posant la lletra en el costat del punt central del cràter que està més proper a Teisserenc.
| Teisserenc | Coordenades                            | Diàmetre |
| ---------- | -------------------------------------- | -------- |
| C          | 33° 06′ N, 134° 42′ O / 33.1°N,134.7°O | 47 km    |
| P          | 30° 06′ N, 137° 06′ O / 30.1°N,137.1°O | 25 km    |
| Q          | 31° 06′ N, 137° 18′ O / 31.1°N,137.3°O | 30 km    |